# 瀬川隼郎
瀬川 隼郎（せがわ はやお、1986年10月21日 - ）は、北海道札幌市厚別区出身の元プロ野球選手（投手）。左投左打。

## 経歴

### プロ入り前
小学校4年生の時に野球を始め、もみじ台中学校時代は「札幌白石シニア」でプレーした。北海高校では1年秋からエースとなる。1試合27奪三振なども記録したが甲子園出場経験はない。
高校卒業後は、社会人野球・クラブチームの室蘭シャークスに入団し、働く傍らプレーした（ドラフト指名時は日鉄住金テクノロジーで勤務）。入団当初は制球難に苦しみ、伸び悩む時期が続いたが、投球フォームの改善や、監督の庫田雄平のアドバイスなどもあり、徐々に才能が開花。第39回社会人野球日本選手権大会道地区予選の対航空自衛隊千歳戦では、7回を1失点に抑え、さらに翌日の対JR北海道戦では8回から救援し、延長10回までの3イニングを7奪三振・無失点と好投し、本大会進出に貢献した。11月の第39回社会人野球日本選手権大会では1回戦のJR東海戦で先発登板し、敗れたはしたものの、8回を投げ被安打4四死球1自責点2とまずまずの成績を残した。第85回都市対抗道地区予選では、代表決定戦でJR北海道に完投勝利し、チームを全国大会出場に導いた。また、同大会では最優秀選手賞にあたる「砂澤賞」を受賞。7月の第85回都市対抗野球大会では2回戦（初戦）の対JR東日本戦で先発登板し、関谷亮太と投げ合うが、7回まで1失点に抑えたが8回に3失点し、0－4でチームは敗れた。
この年の都市対抗大会で落合博満GMが視察するなど、中日ドラゴンズのドラフト指名候補として名が挙がっていたが、2014年10月23日に行われたプロ野球ドラフト会議では北海道日本ハムファイターズに5巡目で指名され、契約金3,500万円、年俸840万円（金額は推定）で合意し、入団した。室蘭シャークスから初のプロ入り選手となった。なお、ファイターズからは事前の連絡が一切無く、この指名は本人にも会社側にも「寝耳に水」の出来事であったという。
11月に発表された日本野球連盟北海道地区連盟のベストナインで投手部門に選出され（2年連続）、功績賞も受賞した。

### プロ入り後
2015年、2月に春季キャンプの紅白戦でプロ初の実戦登板し、1回を投げ無安打無失点だった。開幕は二軍で迎えたが、3月28日に一軍登録され、同日の対楽天戦の7回に救援でプロ初登板した。
2017年は一軍公式戦の登板機会はなく、10月6日に球団から戦力外通告を受けた。

### プロ退団後
日ハム退団後、複数の社会人チームからオファーを受けたが、同年12月に10年間在籍した古巣である日本製鉄室蘭シャークスへの復帰が発表された。2018年1月に日本野球連盟道地区連盟に選手登録され、都市対抗野球大会・社会人野球日本選手権大会の出場を目指すこととなった。
日本製鉄室蘭シャークス復帰後はコーチも兼務し、野球外では日本製鉄のグループ会社（日鉄テクノロジー）で現場仕事に就いている。
2022年限りで現役を引退し、2023年より投手コーチ専任となったが、同年限りで投手コーチを退任した。

## 選手としての特徴・人物
投球フォームはスリークォーター。直球は最速148km/h。変化球は100km/h台のカーブ、スライダーなどを投げる。
プロ入り前の2013年に結婚しており、同年の冬に子供が誕生している。
好きな食べ物は寿司。趣味はパチンコ。

## 詳細情報

### 年度別投手成績
| 年 度     | 球 団     | 登 板 | 先 発 | 完 投 | 完 封 | 無 四 球 | 勝 利 | 敗 戦 | セ 丨 ブ | ホ 丨 ル ド | 勝 率 | 打 者 | 投 球 回 | 被 安 打 | 被 本 塁 打 | 与 四 球 | 敬 遠 | 与 死 球 | 奪 三 振 | 暴 投 | ボ 丨 ク | 失 点 | 自 責 点 | 防 御 率 | W H I P |
| --------- | --------- | ----- | ----- | ----- | ----- | -------- | ----- | ----- | -------- | ----------- | ----- | ----- | -------- | -------- | ----------- | -------- | ----- | -------- | -------- | ----- | -------- | ----- | -------- | -------- | ------- |
| 2015      | 日本ハム  | 9     | 0     | 0     | 0     | 0        | 0     | 0     | 0        | 0           | ---   | 47    | 10.2     | 11       | 0           | 5        | 0     | 0        | 9        | 0     | 0        | 4     | 4        | 3.38     | 1.50    |
| 2016      | 日本ハム  | 1     | 0     | 0     | 0     | 0        | 0     | 0     | 0        | 0           | ---   | 3     | 1.0      | 0        | 0           | 1        | 0     | 0        | 0        | 0     | 0        | 0     | 0        | 0.00     | 1.00    |
| 通算：2年 | 通算：2年 | 10    | 0     | 0     | 0     | 0        | 0     | 0     | 0        | 0           | ---   | 50    | 11.2     | 11       | 0           | 6        | 0     | 0        | 9        | 0     | 0        | 4     | 4        | 3.09     | 1.46    |

### 記録
初記録
- 初登板 : 2015年3月28日、対東北楽天ゴールデンイーグルス2回戦（札幌ドーム）、7回表から3番手で救援登板、2/3回を無失点[28]
- 初奪三振 : 同上、7回表に藤田一也から空振り三振

### 背番号
- 46 （2015年 - 2017年）